# 1945 в авіації
Основна стаття: Авіація.
Хронологічний список подій у авіації за 1945 рік.

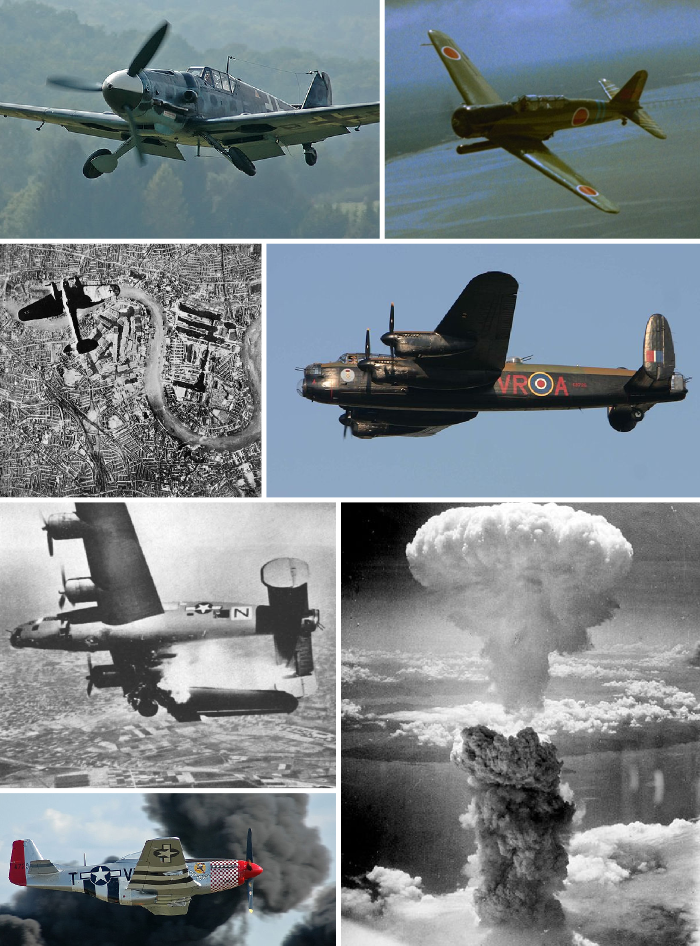
1945 рік, закінчення Другої світової війни

## Події
- 5 травня — наказом № 193 Народного комісара авіаційної промисловості СРСР Шахуріна на заводі № 478 було створено дослідно-конструкторське бюро, нині ЗМКБ «Прогрес» ім. академіка О. Г. Івченка.
- 4 грудня — de Havilland Vampire стає першим реактивним літаком здійснившим зліт та посадку з авіаносця HMS Ocean (R68).

### В межах Другої світової війни
- 3 лютого — потужний наліт на Берлін американських стратегічних бомбардувальників (понад однієї тисячі та 575 P-51 Mustang, що їх супроводжують). Загинуло майже 3000 німецьких громадян.
- 11 лютого — винищувачем Hawker Tempest вперше в повітряному бою збито німецький реактивний бомбардувальник Arado Ar 234 «Blitz».
- 13—15 лютого — бомбардувальники союзників здійснили наліт на Дрезден, знищивши більшу частину міста та вбивши близько 50 000 людей.
- в ніч проти 10 березня — Бомбардування Токіо.
- 6 серпня — ядерне бомбардування Хіросіми.
- 9 серпня — ядерне бомбардування Нагасакі.

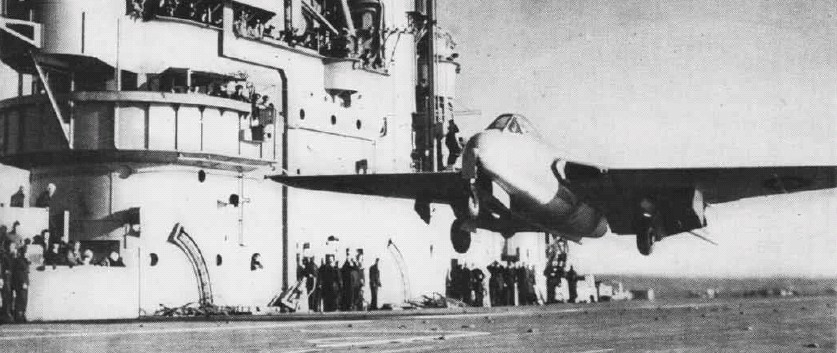
Приземлення de Havilland Vampire на палубу HMS Ocean (R68)
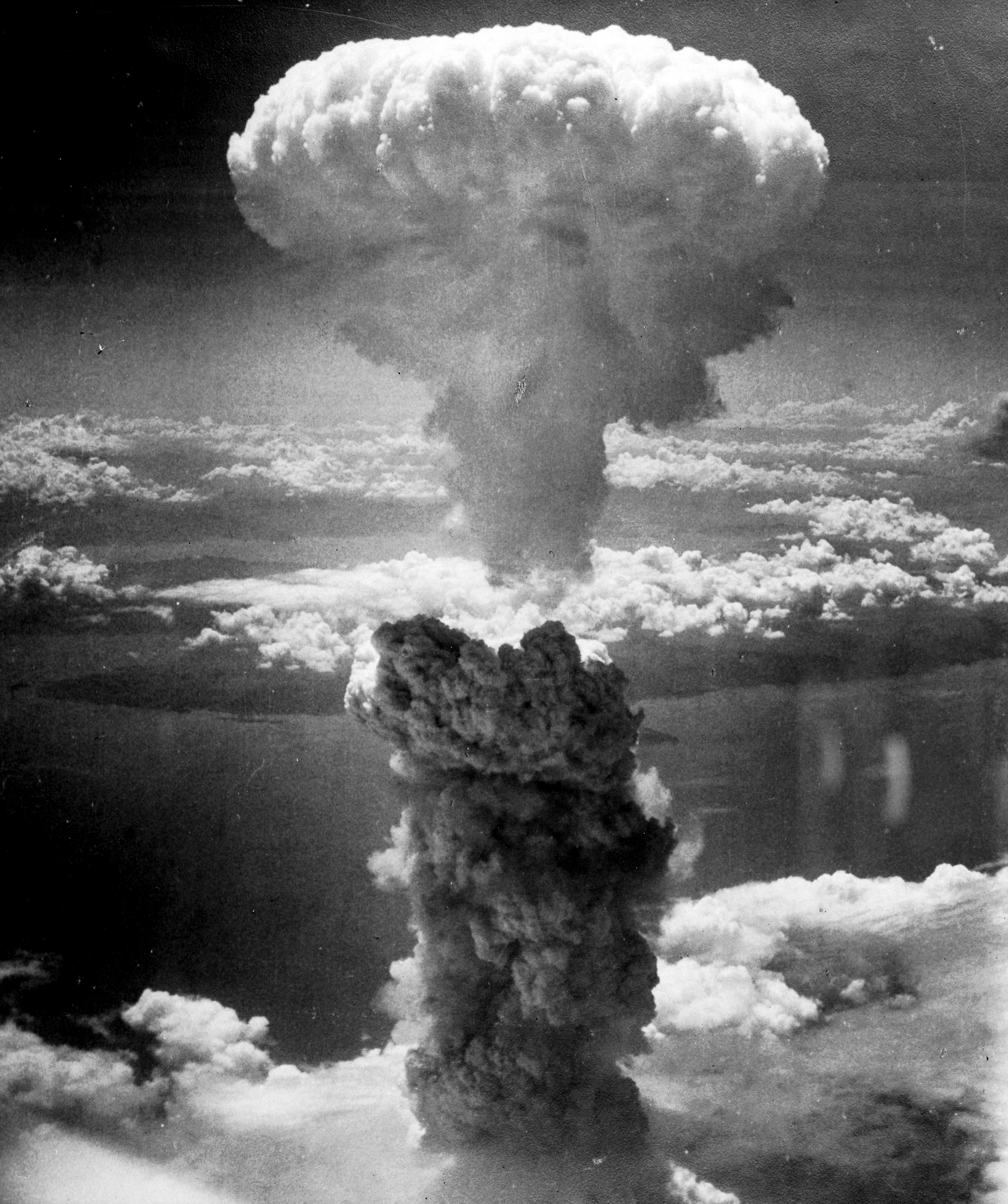
Грибоподібна хмара над Нагасакі після скидання бомби

## Перший політ
- 22 січня — винищувача Як-3РД з додатковим прискорювачем РРД.
- 26 січня — Miles Aerovan, британський двомоторний ближній транспортник, розроблений і побудований компанією «Miles Aircraft».
- 1 лютого — Kawasaki Ki-100 (яп. 川崎 キ100, Армійський винищувач Тип 5), винищувач Імперської армії Японії.
- 25 лютого — Bell XP-83 (пізніше перейменовано ZXF-83), прототип винищувача супроводу розробки американської компанії «Bell Aircraft».
- 1 березня — Bachem Ba 349, німецький літак-перехоплювач з ракетним двигуном спроектований інженером Еріхом Бахемом.
- 3 березня — експериментальний И-250, перший радянський суцільнометалевий одномісний швидкісний винищувач розробки ОКБ Мікояна і Гуревича. Був оснащений комбінованою силовою установкою, яка включала в себе поршневий і мотокомпрессорний повітряно-реактивний двигуни.
- 18 березня — американського штурмовика Douglas A-1 «Skyraider».
- березень — Piasecki HRP Rescuer, військово-транспортний вертоліт США розробки конструктора Frank Piasecki.
- 6 квітня — експериментального винищувача-перехоплювача Су-5 з комбінованою силовою установкою, що складалася з поршневого двигуна ВК-107А з чотирлопатевим гвинтом і мотокомпрессорного повітряно-реактивного двигуна Холщевнікова.
- 27 квітня — Pilatus P-2, тренувальний літак розробки швейцарської компанії «Pilatus Aircraft».
- 14 червня — Avro Type 688 «Tudor», британський поршневим авіалайнер компанії «Avro».
- 28 червня — Cessna 140, легкомоторний літак американського авіавиробника «Cessna».
- 3 липня — Northrop F-15 «Reporter», американський неозброєний розвідувальний літак.
- 7 липня — Mitsubishi J8M «Shūsui» (яп. 三菱 J8M 秋水, «Сюсуй» («Осіння вода»)), прототип реактивного винищувача Імперського флоту Японії
- 3 серпня — Kyushu J7W «Shinden» (яп. 震電, «Сінден» («Яскрава блискавка»)), проект винищувача Імперського флоту Японії.
- 11 серпня — аргентинського військово-транспортного планера FMA I.Ae. 25 Mañque.
- 15 серпня — Ил-12, радянський пасажирський та вантажний літак для авіаліній малої та середньої протяжності.
- 12 вересня — Northrop XP-79, американський проект винищувача-літаючого крила з реактивним двигуном, розроблено компанією «Northrop Corporation».
- 25 вересня — de Havilland Dove, британський близькомагістральний авіалайнер розроблений компанією «de Havilland».
- 26 жовтня — Miles Gemini, британський двомоторний чотиримісний універсальний літак спроектований і побудований компанією «Miles Aircraft».
- 10 листопада — Як-11, навчально-тренувальний винищувач.
- 2 грудня —
  - Bristol Type 170 «Freighter», британським двомоторний пасажирський та вантажний літак розробленим та побудованим компанією «Bristol Aeroplane Company».
  - Handley Page Hermes, британський цивільний авіалайнер
- 8 грудня — Bell 47, американський легкий багатоцільовий гелікоптер, перший із сертифікованих для цивільного використання.

И-250
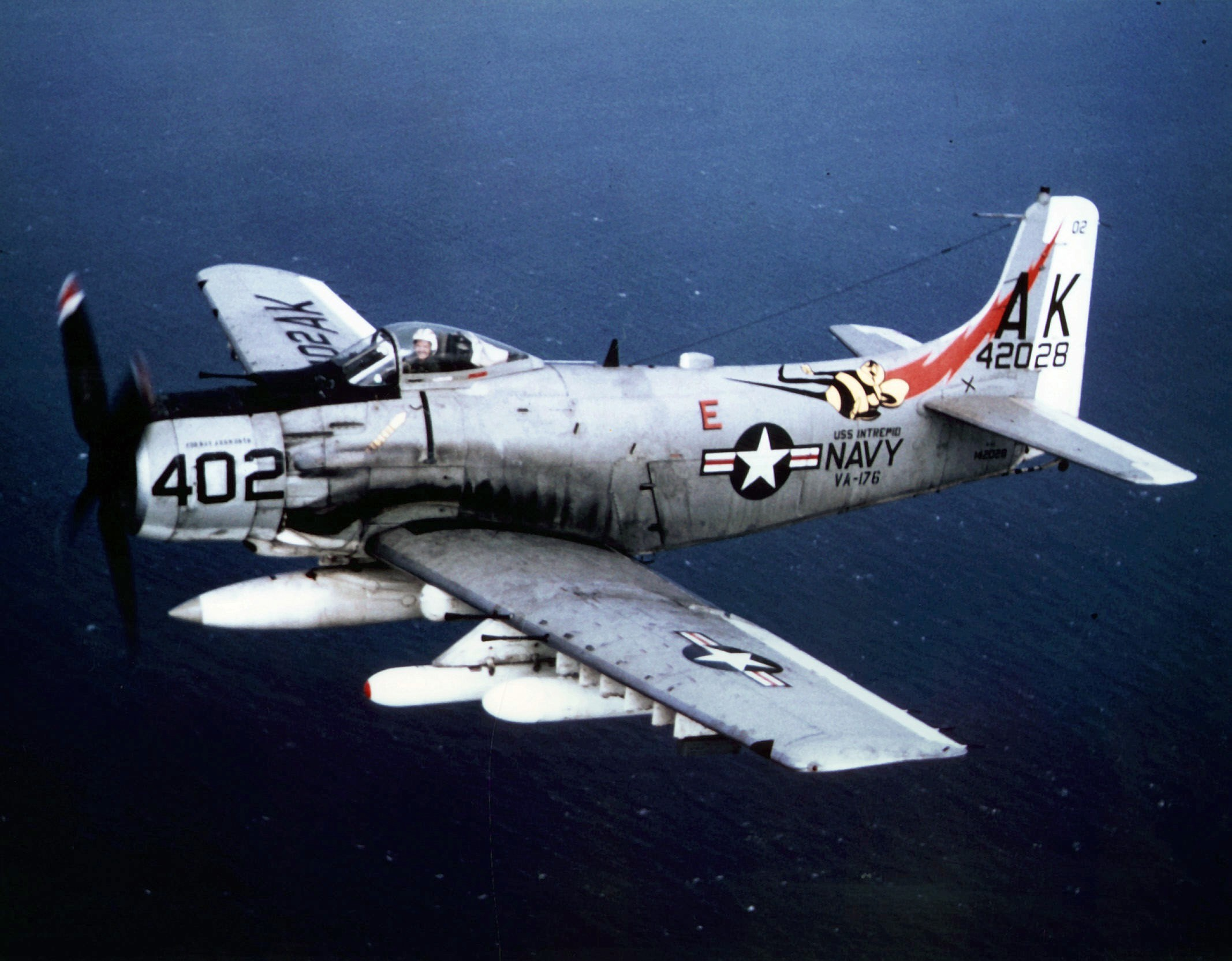
Douglas A-1 «Skyraider»
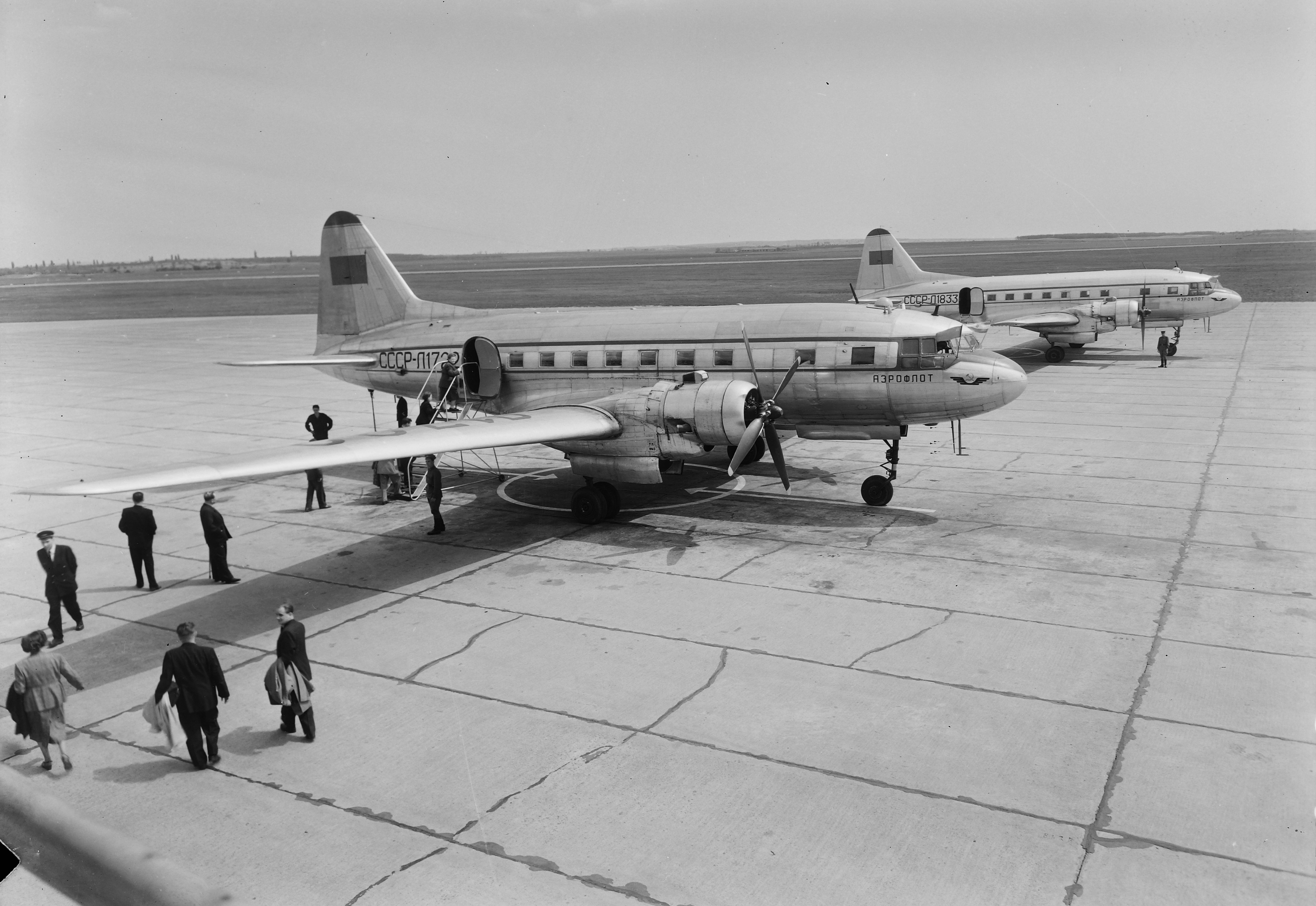
Ил-12
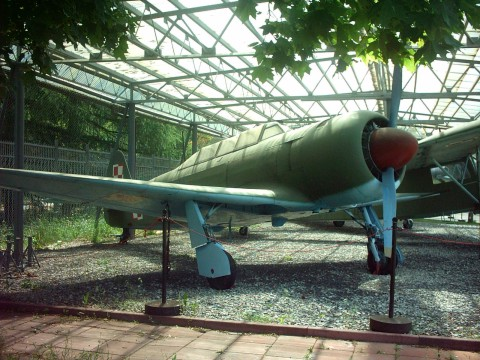
Як-11
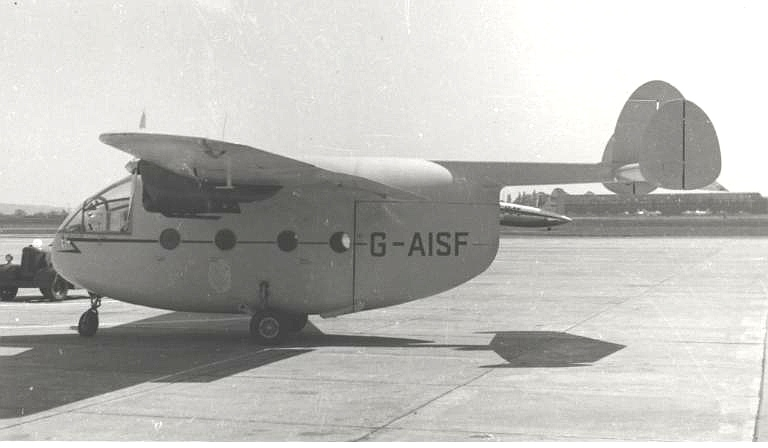
Miles Aerovan
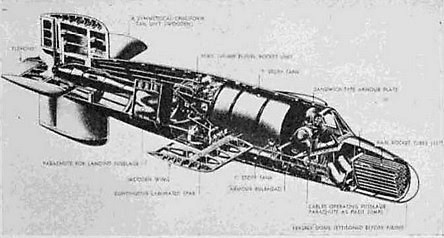
Bachem Ba 349
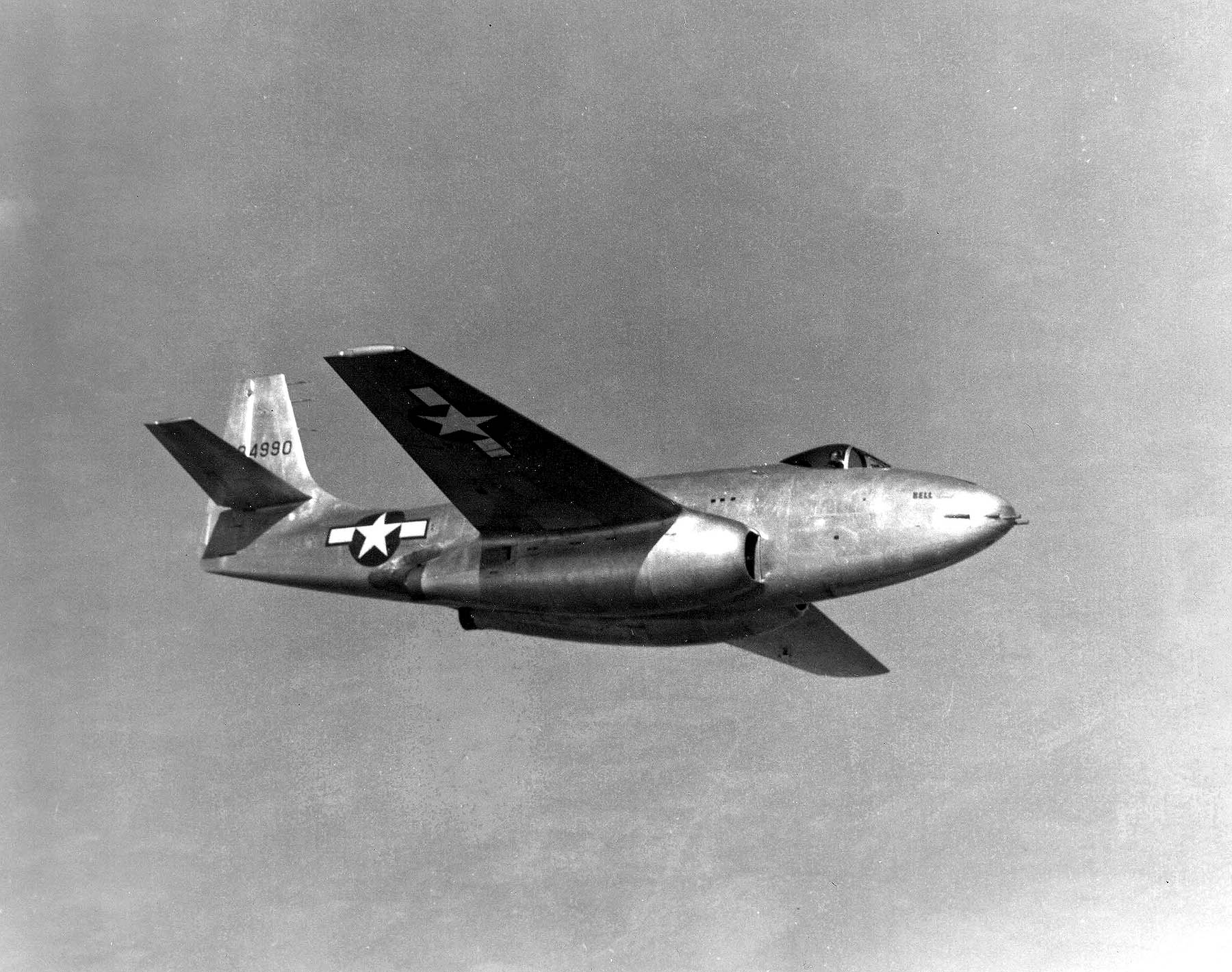
Bell XP-83
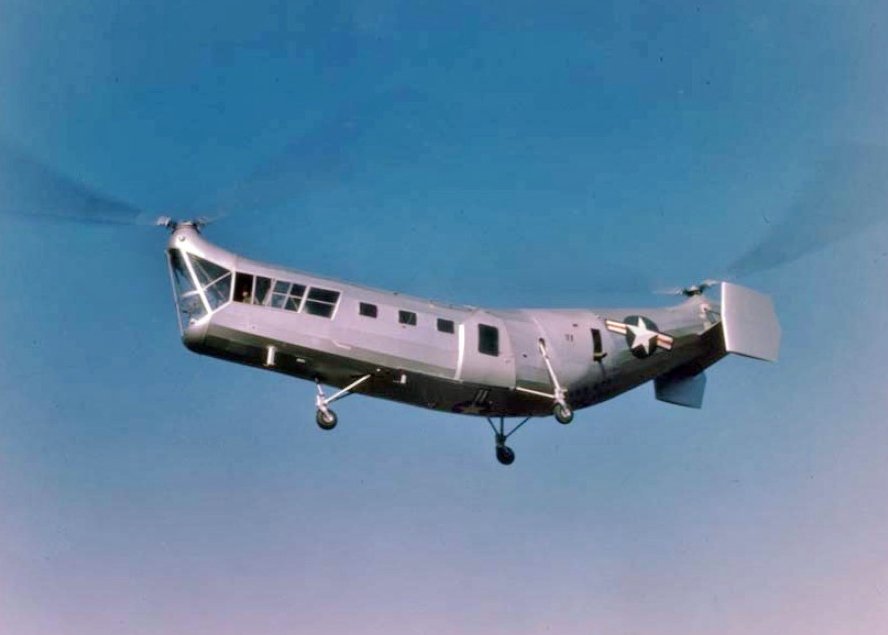
Piasecki HRP Rescuer
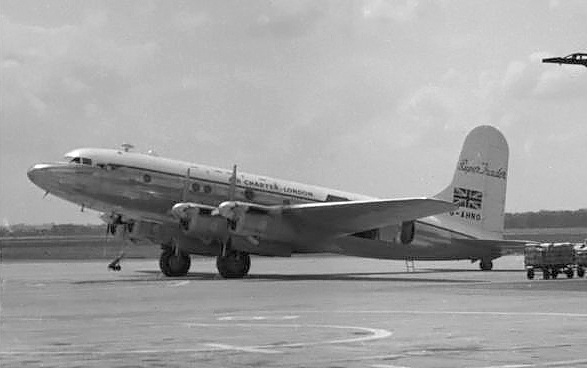
Avro Type 688 «Tudor»
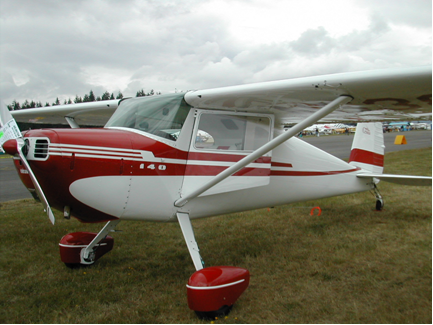
Cessna 140
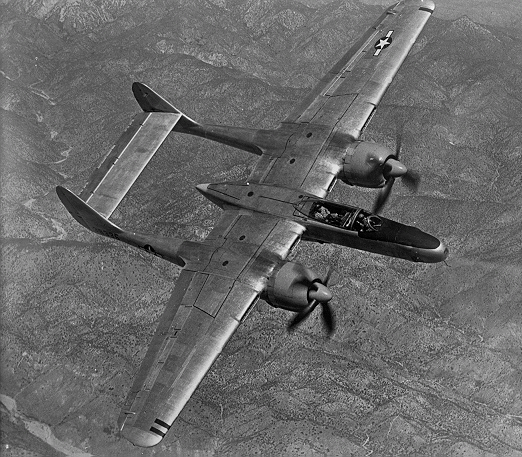
Northrop F-15 «Reporter»
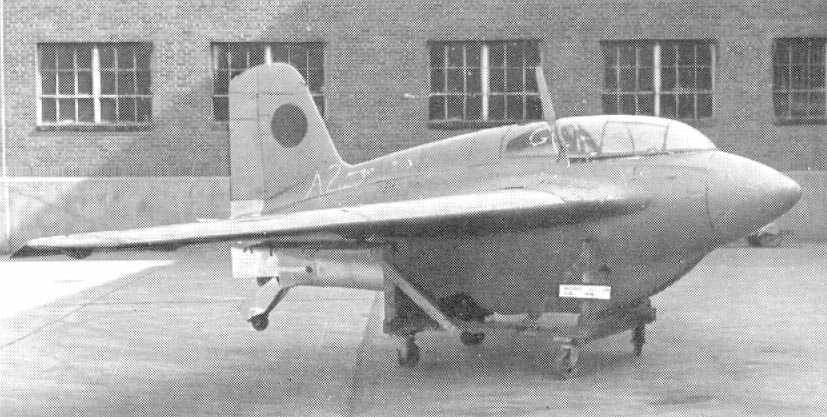
Mitsubishi J8M «Shūsui»
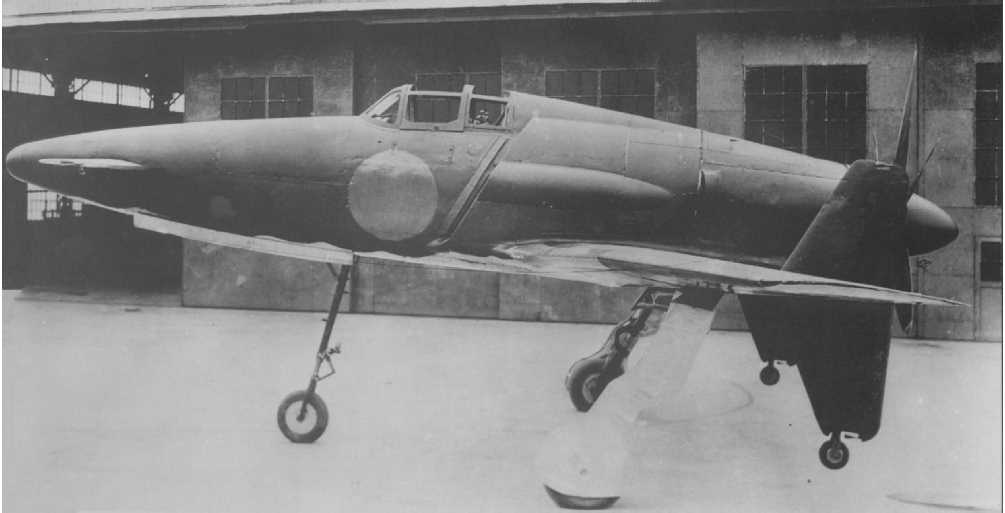
Kyushu J7W «Shinden»
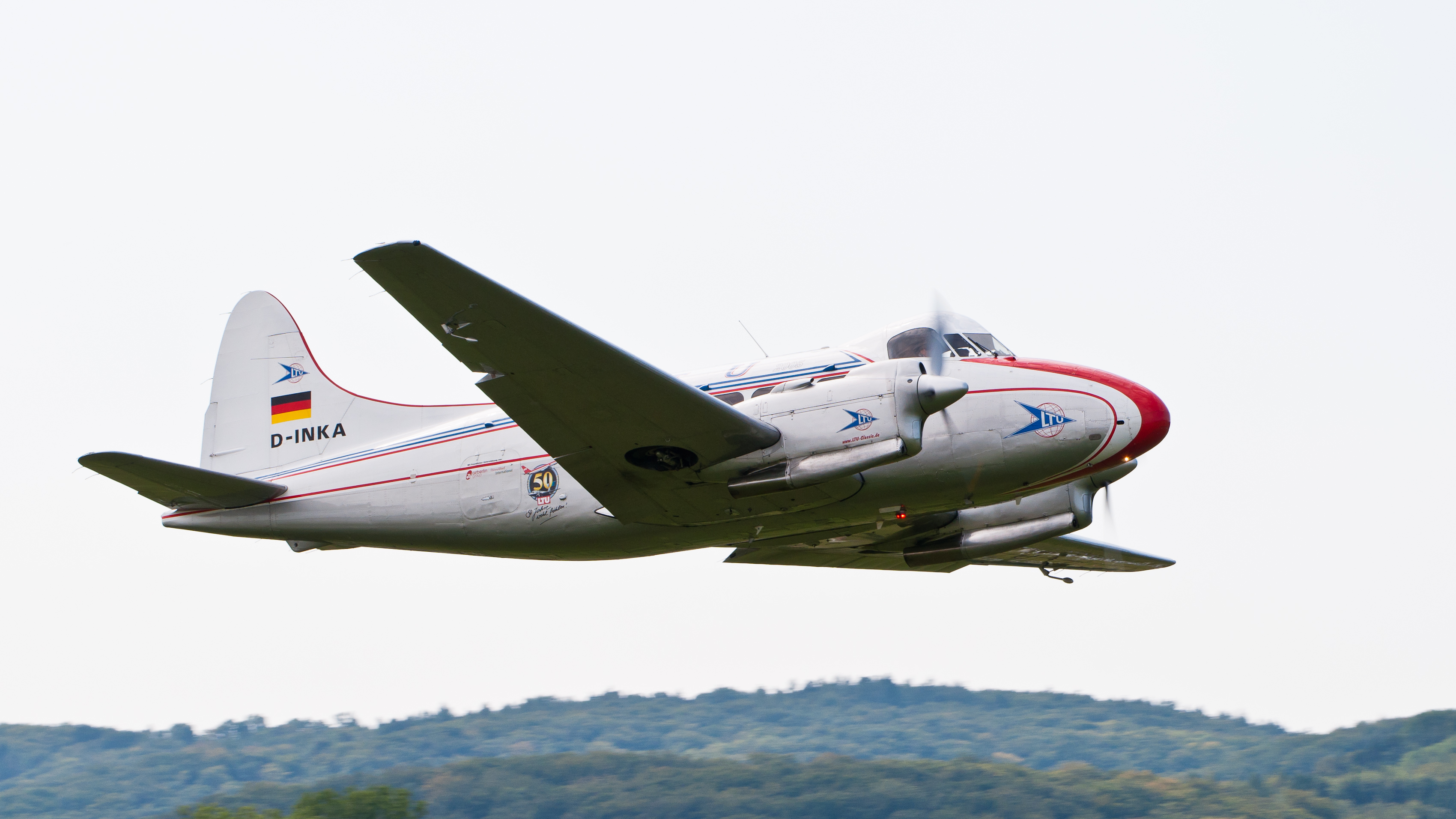
de Havilland Dove
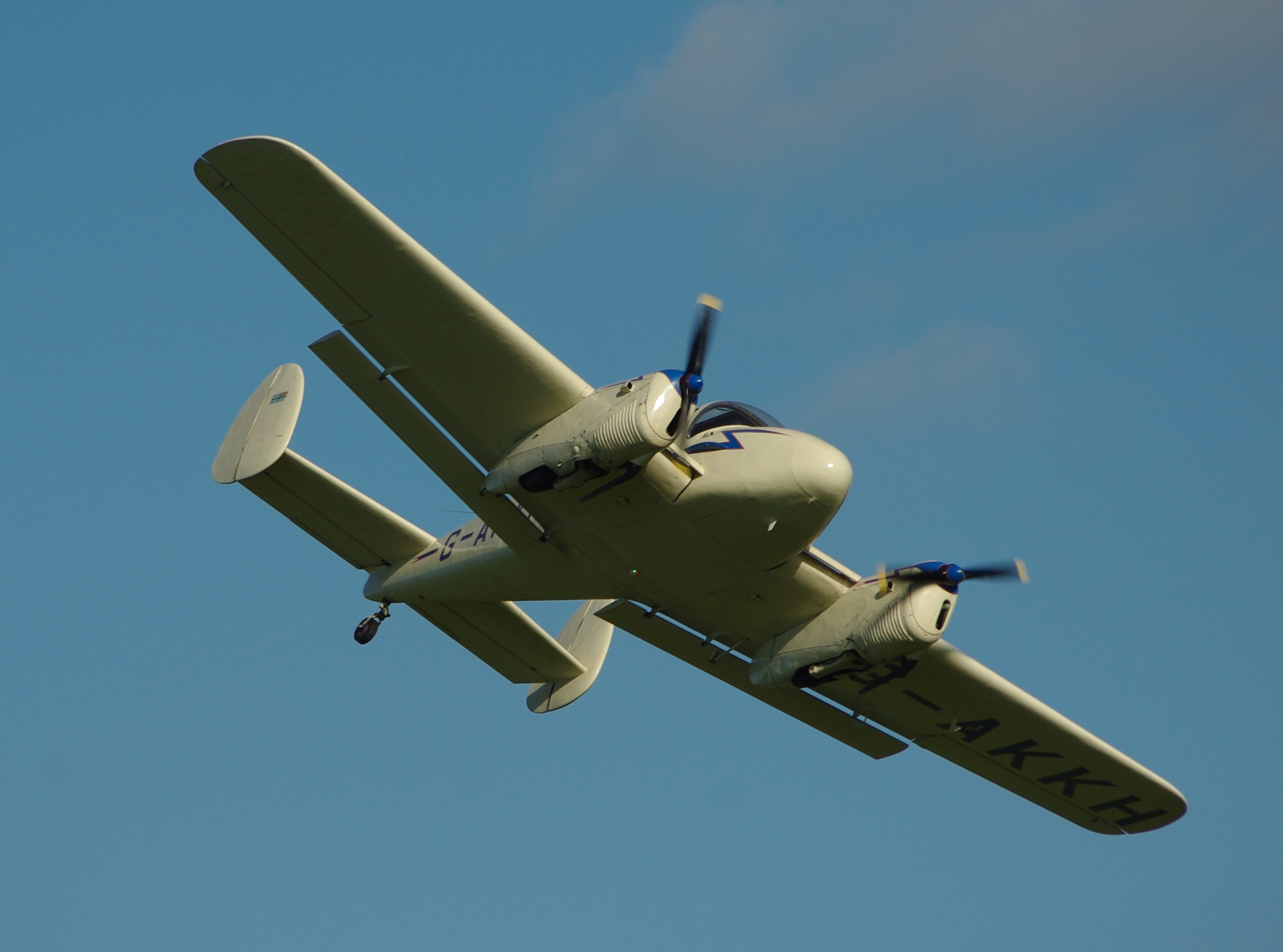
Miles Gemini
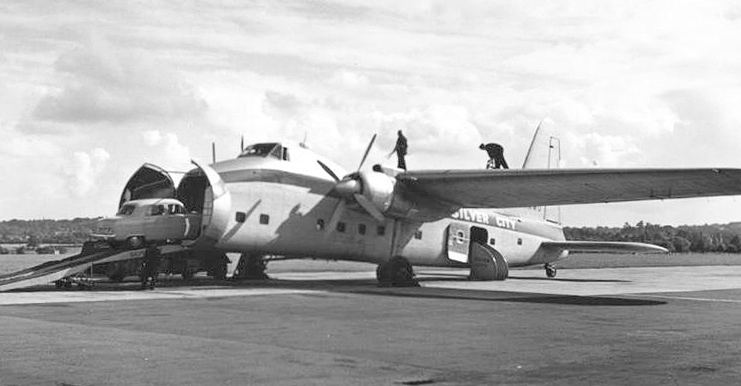
Bristol Type 170 «Freighter»
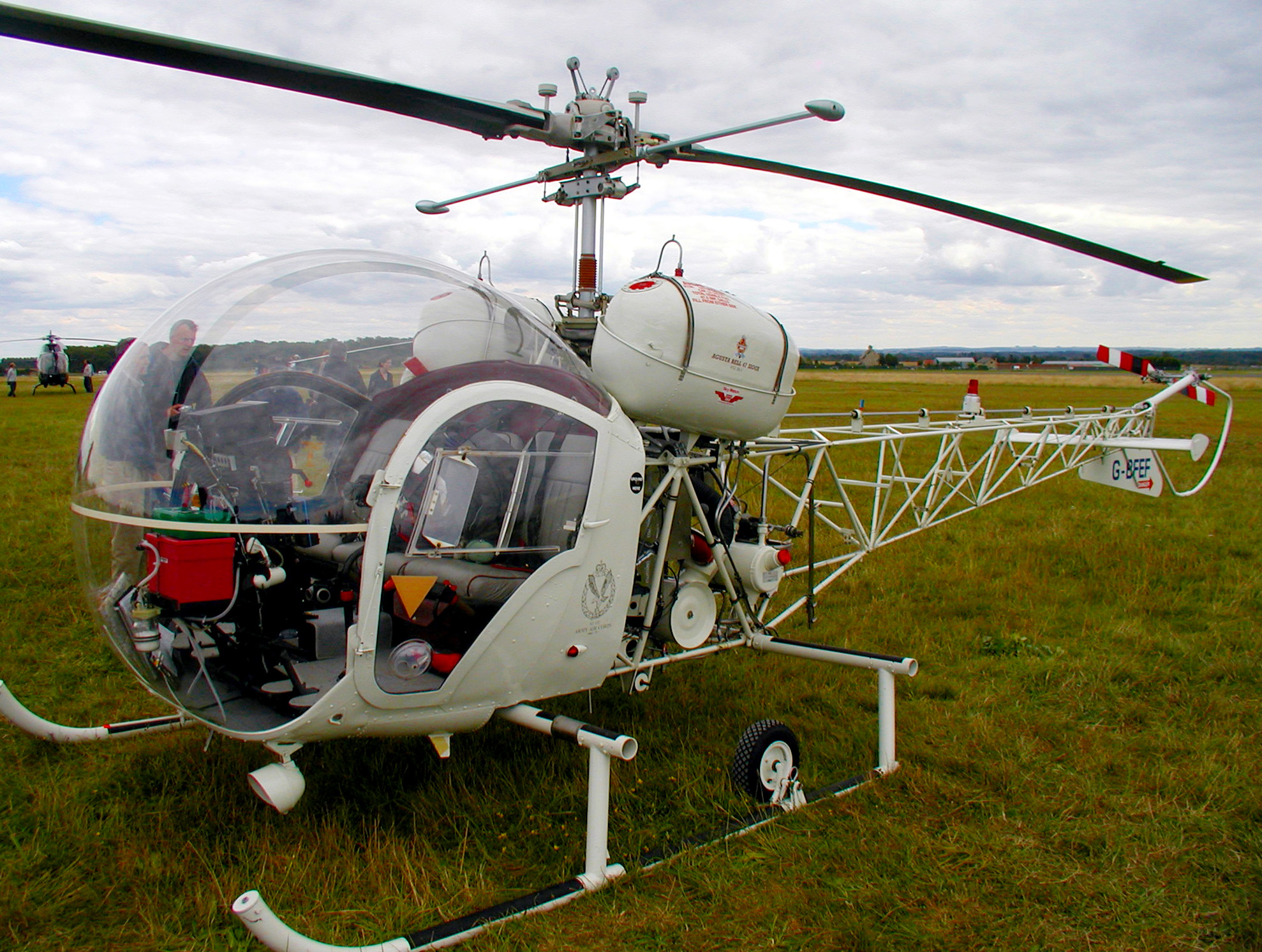
Bell 47

### Знято з озброєння (знято з експлуатації)

#### Без точної дати
- Aichi B7A, палубний бомбардувальник-торпедоносець Імперського флоту Японії.

### Авіаційні мотори, агрегати, прибори, винаходи тощо
- 2 березня — Німеччина вперше застосовують зенітно-ракетну систему Henschel Hs 297, обстрілявши винищувачи союзників в районі Ремагену.

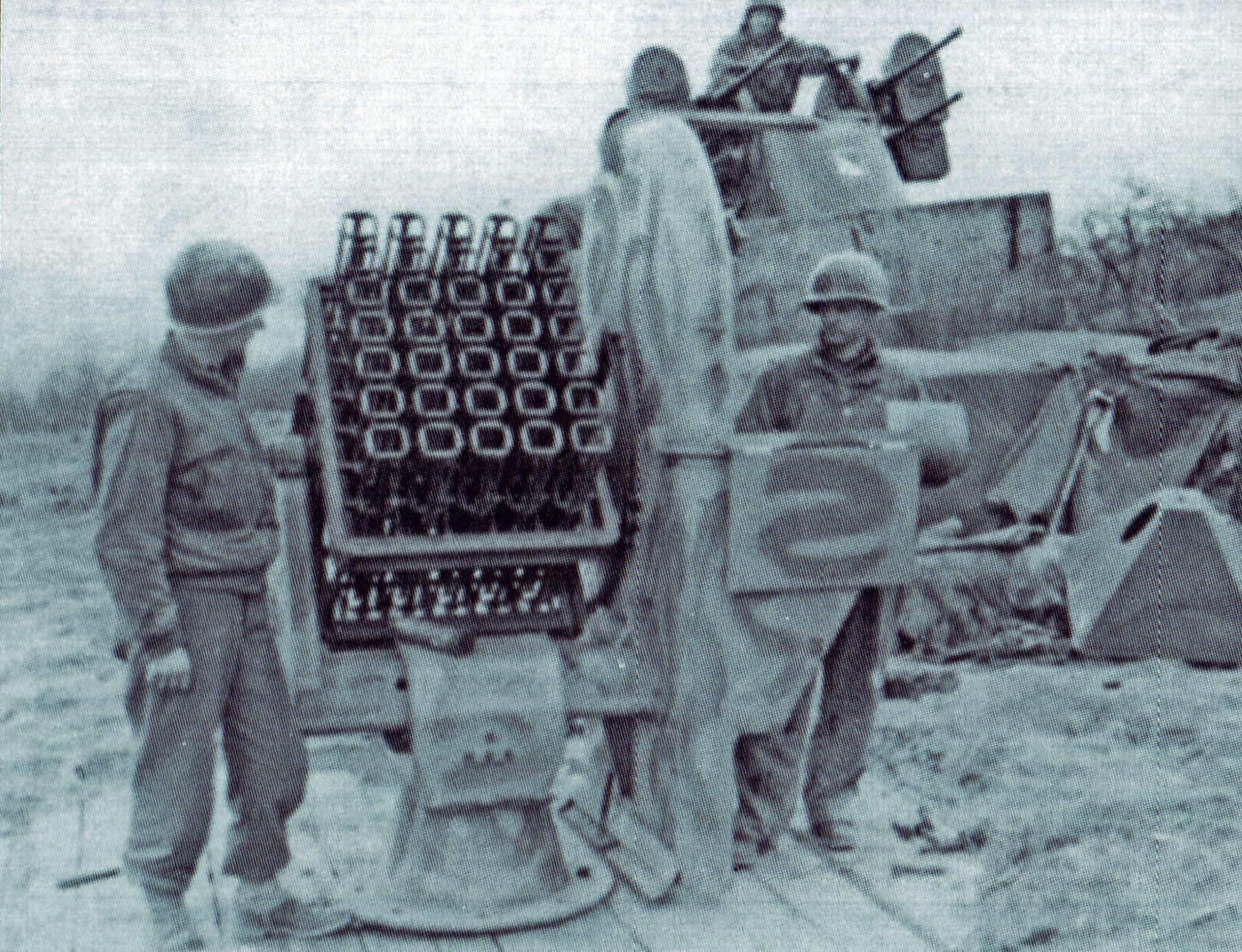
Henschel Hs 297

## Персоналії

### Померли
- 11 лютого — Іван Семенович Полбін, радянський льотчик, двічі Герой Радянського Союзу (1942, 1945, посмертно), гвардії генерал-майор авіації (1943).
- 14 лютого — Отто Кіттель, німецький льотчик-ас, кавалер Лицарського хреста Залізного хреста з Дубовим листям та мечами (1944).
- 29 липня — Володимир Петрович Горбунов, радянський авіаконструктор і організатор авіапромисловості, керівник проекту зі створення винищувача ЛаГГ-3, головний конструктор з літакобудування (1939), лауреат Сталінської премії 1 ступеню (1941).
- 12 грудня — Яків Модестович Гаккель, російський та радянський інженер, зробив значний внесок у розвиток літако- та тепловозобудування першої половини XX ст., вчений-електротехнік.

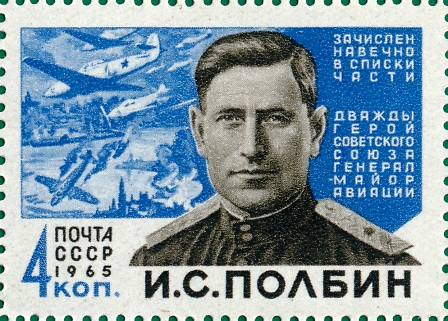
Іван Полбін
Отто Кіттель